# 栃光正之
栃光正之（1933年8月29日—1977年3月28日），原名中村有雄，日本熊本縣牛深市深海町（現在天草市深海町）出身的前大相撲力士，身高176cm、體重128kg。所屬的相撲部屋是春日野部屋，最高位置是東大關（1962年9月場所-1963年5月場所)。

## 來歷
中村是一個農家的長子，在1952年他加入春日野部屋，1955年到達幕內級。他從未贏得過優膀但4次得到亞軍，他於1962年5月與他的同伴栃乃海晃嘉一起晉升為大關。他在22個回合中作為大關參加了比賽，但在連續三次輸掉比賽后失去了排名，並於1966年1月立即宣布退役。
他引退後出任年寄・襲名千賀之浦，並任日本相撲協會的勝負審判委員。參與了1969年3月停止大鵬幸喜45連勝的錯誤決定以及1972年1月宣布北之富士勝昭勝出的著名決定。
1977年3月28日、因直腸癌於東京都中央區内的醫院病逝，享年43歳。